# Kriegsopfer

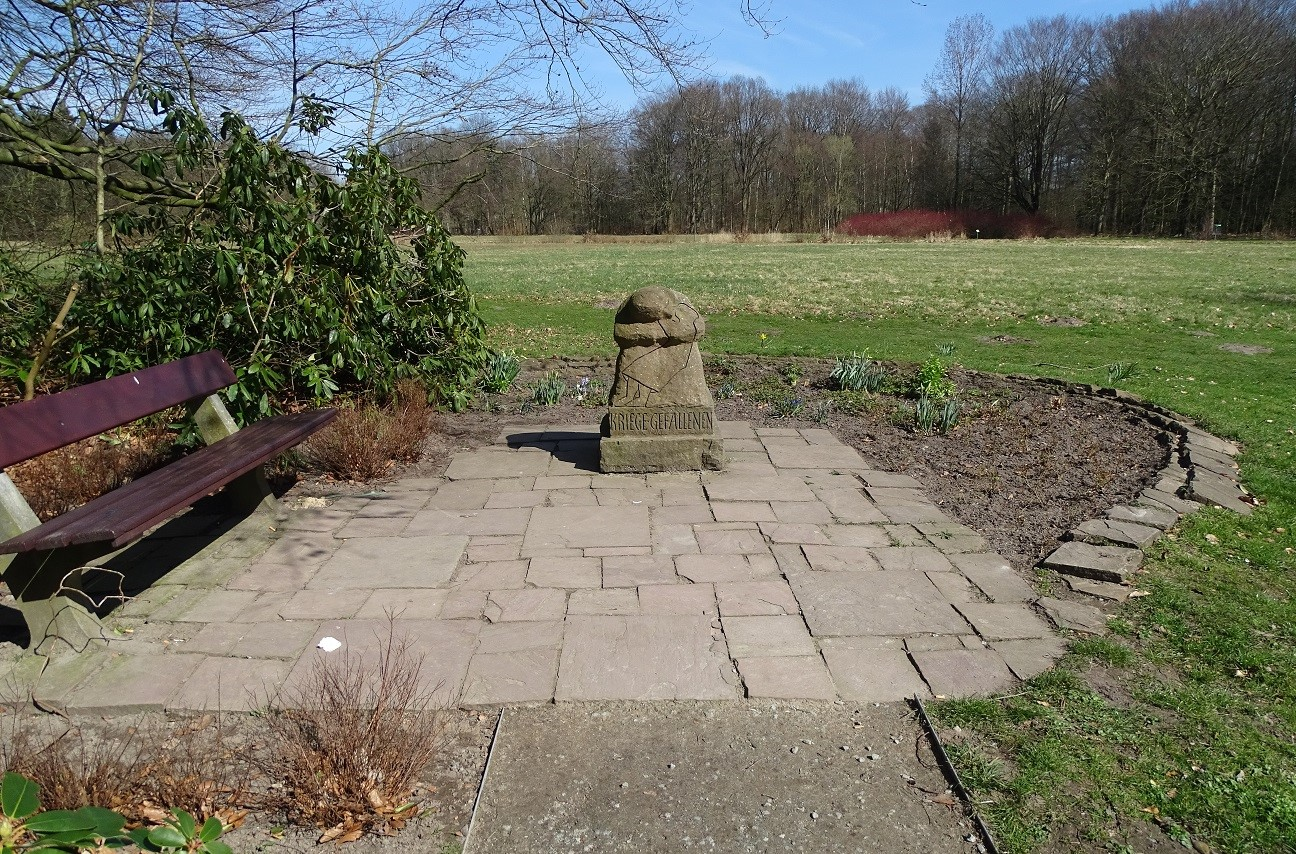
Gedenkstein für die bei den Luftangriffen umgekommenen Frauen und Kinder im Bürgerpark (Bremerhaven)

Kriegsopfer sind Personen, die von organisierter Gewalt, die im Rahmen von bewaffneten Konflikten ausgeübt wird, betroffen sind. Unter diese Definition fallen im sozialen Entschädigungsrecht sowohl Personen, die eine Kriegsbeschädigung erlitten haben (Kriegsbeschädigte) als auch Hinterbliebene von Personen, die an den Folgen einer solchen Schädigung gestorben sind (Kriegshinterbliebene), nicht dagegen die durch direkte Kriegseinwirkung Getöteten selbst (Kriegstote), die vor allem statistisch erfasst werden, bspw. vom Global Peace Index.
Als Kriegsopfer werden in der Psychotraumatologie auch Personen bezeichnet, deren weiteres Leben durch die Konsequenzen bewaffneter Konflikte geprägt wird, zum Beispiel Vertriebene, Flüchtlinge und Kriegskinder.

## Geschichte im 20. Jahrhundert
Abhängig von der Definition von „kriegerischer Handlung“ wird die Anzahl der Kriege im 20. Jahrhundert verschieden beziffert. Nach dem üblichen Begriff von internationalen und Bürgerkriegen sind zwischen 1900 und 1993 weltweit 54 Kriege registriert worden. Basierend auf einer erweiterten Definition wird auch eine Zahl von 218 nur für den Zeitraum von 1945 bis 2000 angegeben.

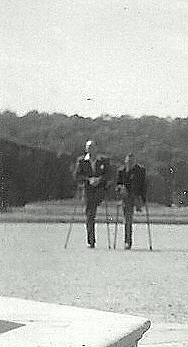
Kriegsversehrte in Österreich, 1951

Zbigniew Brzeziński, ehemaliger Sicherheitsberater des früheren US-amerikanischen Präsidenten Jimmy Carter, hat die Anzahl der getöteten Kriegsopfer für das 20. Jahrhundert auf 187 Millionen geschätzt.
Für denselben Zeitraum hat Charles S. Maier die Zahl von 100 Millionen Opfer angegeben: 10, Konzentrations- und Arbeitslager; 10, „ethnische Säuberungen“; 50, internationale Konflikte; 10, Bürgerkriege; 7–8, Zivilopfer von Kriegshandlungen; 1.5, interethnische Gewalt; 0.2, Opfer von Terror-Gewalt. (in Millionen)
Es ist geschätzt worden, dass für die Zivilbevölkerung die Wahrscheinlichkeit, im Laufe eines Kriegs getötet zu werden, heute neunmal höher ist als für Angehörige der kämpfenden Armeen. Nach Schätzungen des Internationalen Komitees vom Roten Kreuz ist der Anteil an Zivilpersonen in der Gesamtzahl der Opfer im Laufe des 20. Jahrhunderts von 5 % im Ersten Weltkrieg auf 90–95 % in den Kriegen, die gegen Ende des 20. Jahrhunderts stattgefunden haben, gestiegen. Etwas abweichende Schätzungen geben das Verhältnis zwischen Zivilopfer und getöteten Soldaten mit 1 zu 8 im Ersten Weltkrieg und mit 8 zu 1 am Ende des 20. Jahrhunderts.
Eine noch wenig beachtete Gruppe von Kriegsopfern sind die kriegstraumatisierten Kinder mit Spätfolgen, die noch die nachfolgende Generation belasten.
Auch für die neuesten bewaffneten Konflikte finden sich Abweichungen in der Bezifferung der Opferzahl. So wird für Afghanistan (1980) mit etwa 2 Millionen Opfern gerechnet; im Sudan 1,5 Millionen; in Ruanda 800.000; in Angola 300.000; in Bosnien 230.000; in Guatemala 200.000; in Liberia 130.000; in Burundi 230.000; in Algerien 73.000; im Irakkrieg (1991) 35.000. Der Anteil von Zivilopfern in den genannten Zahlen wird höher als 95 % geschätzt.

## Schutz
Die Genfer Konventionen wurden 1949 zur Erweiterung des Rechtsschutzes an die Zivilbevölkerung modifiziert (siehe dazu  Bestimmungen der Genfer Abkommen von 1949). 1977 wurde der Schutz auch auf Opfer nicht internationaler bewaffneter Konflikte erweitert (siehe dazu Bestimmungen der Zusatzprotokolle Genfer Abkommen von 1977).
In Deutschland ist die staatliche Versorgung von Kriegsopfern des Zweiten Weltkriegs im Bundesversorgungsgesetzes geregelt, das die Versorgungsämter vollziehen, in Österreich durch das Kriegsopferversorgungsgesetz 1957. In den Niederlanden wurde das Informations- und Koordinations-Organ Dienstleistungen für Kriegsgeschädigte (ICODO; Informatie- en Coördinatie-Orgaan Dienstverlening Oorlogsgetroffene, Utrecht) errichtet.